# District Giaginski
District Giaginski (Russisch: Гиаги́нский райо́н) is een district in het midden van de Russische autonome republiek Adygea. Het district heeft een oppervlakte van 790 vierkante kilometer en een inwonertal van 31.766 in 2010. Het administratieve centrum bevindt zich in Giaginskaja.
Bestuurlijk centrum: Majkop

Stad: Adygejsk

Districten: Giaginski · Kosjechablski · Krasnogvardejski · Majkopski · Sjovgenovski · Tachtamoekajski · Teoetsjezjski